# Projet Toraplane
Le Projet Toraplane est le développement, en Grande-Bretagne pendant la Seconde Guerre mondiale, d'une torpille ailée larguée d'avion, capable de planer sur quelques kilomètres avant d'entrer dans l'eau.

## Contexte
Le bombardier-torpilleur, avion armé d'une ou plusieurs torpilles, est, à l'aube de la Seconde Guerre mondiale, une menace très crédible pour les navires de surface : en témoigne son succès à Tarente puis à Pearl Harbor. Cependant, il est aussi très vulnérable : pour larguer sa torpille, il doit voler lentement, à faible altitude et en ligne droite, il est à ce moment extrêmement exposé à l'artillerie antiaérienne ennemie, et, surtout, aux chasseurs, si la supériorité aérienne n'a pas été acquise dans le secteur. Cette vulnérabilité est démontrée un peu plus tard, par la perte de presque tous les Douglas TBD Devastator engagés dans la bataille de Midway, ou par la perte totale d'un groupe de six Swordfish lors de l'opération Cerberus.
Le projet Toraplane est lancé dès 1939 en réponse à ce constat : il s'agit d'augmenter la portée des torpilles aérolarguées, pour qu'elles puissent être lancées depuis une position hors de portée de la défense ennemie (du moins de l'artillerie).

## Description
La torpille Toraplane est construite à partir d'une torpille de 18 pouces, classique dans l'arsenal britannique, à laquelle ont été ajoutées des ailes et un empennage (soit en bois, soit en métal, les deux versons ont été testées). Cela permet à la torpille, larguée d'une altitude plus importante que d'habitude (environ 700 mètres), de planer sur environ quatre ou cinq kilomètres. Elle perd progressivement de l'altitude, et, lorsqu'elle touche la surface de l'eau, les ailes et l'empennage sont largués. Elle continue sa course sous l'eau, comme une torpille classique. La torpille peut être lancée par de petits bombardiers-torpilleurs comme le Swordfish, l'Albacore ou le Beaufort, qui transportent leur torpille attachée sous le fuselage. En revanche, et paradoxalement, des avions plus gros comme le Wellington ne peuvent l'emporter, car ils emmènent leur torpille en soute. Les tests de la première version ne donnent pas satisfaction, une Mk 2 avec une envergure accrue à cinq mètres est développée. Cependant, si la torpille peut être lancée de façon fiable, l'arme se révèle très imprécise, le moindre vent latéral décalant considérablement la trajectoire du vol plané. Le projet est abandonné en octobre 1942.